# Geltendorf
Geltendorf je obec v německé spolkové zemi Bavorsko, v zemském okrese Landsberg am Lech ve vládním obvodu Horní Bavorsko.
Žije zde přibližně 6 000 obyvatel.

## Poloha
Sousední obce jsou: Egling an der Paar, Eresing, Moorenweis, Türkenfeld a Weil.